# Weisz Richárd
Weisz Richárd (Budapest, 1879. április 30. – Budapest, 1945. december 4.) súlyemelő, olimpiai bajnok birkózó. 1896-tól 1899-ig a Hungária Atlétikai Club, majd 1908-ig az MTK atlétája, birkózója és súlyemelője volt.

## Életpályája
19 évesen indult először birkózóversenyen. 1903-ban ő lett az első hivatalos magyar birkózóbajnokság győztese nehézsúlyban. Az 1906. évi nem hivatalos nyári olimpiai játékokon helyezetlen volt birkózásban. Az 1908. évi nyári olimpiai játékokon, Londonban +93 kg-os súlycsoportban olimpiai bajnoki címet szerzett. (A negyedik helyen is magyar versenyző, Payr Hugó végzett.) Az újkori olimpiai játékok történetében ő nyerte a magyar csapat hetedik, egyben a magyar birkózósport első aranyérmét.
Olimpiai győzelme után Budapesten megmérkőzött a hivatásos birkózó-világbajnokkal, ezért amatőr versenyzési jogát felfüggesztették. Ezután pénzdíjas versenyeken indult és cirkuszokban lépett fel. 1912 tavaszán visszaminősítették amatőrnek, de már nem vállalta az olimpiai szereplést.
Iskolái elvégzése után egy évet a tengerészetnél szolgált. Később a Japán kávéházat vezette, majd edzőként és versenybíróként is tevékenykedett. 1945 elején Weisz lakásán újraalapították az MTK-t.

## Sporteredményei
- kötöttfogású birkózásban
  - olimpiai bajnok (1908)
  - hétszeres magyar bajnok (1903–1909)
- súlyemelésben
  - négyszeres magyar bajnok (1905–1908)

## Országos rekordjai
- bal karral lökéssel 80 kg (1905)[3]
- jobb karral lökéssel 85 kg (1903)[3]
- két karral lökéssel 115 kg (1 tempóra földtől mellig)[3]
- két karral kilökve 130 kg (két tempóra földről mellig felvéve)[3]

## Emlékezete

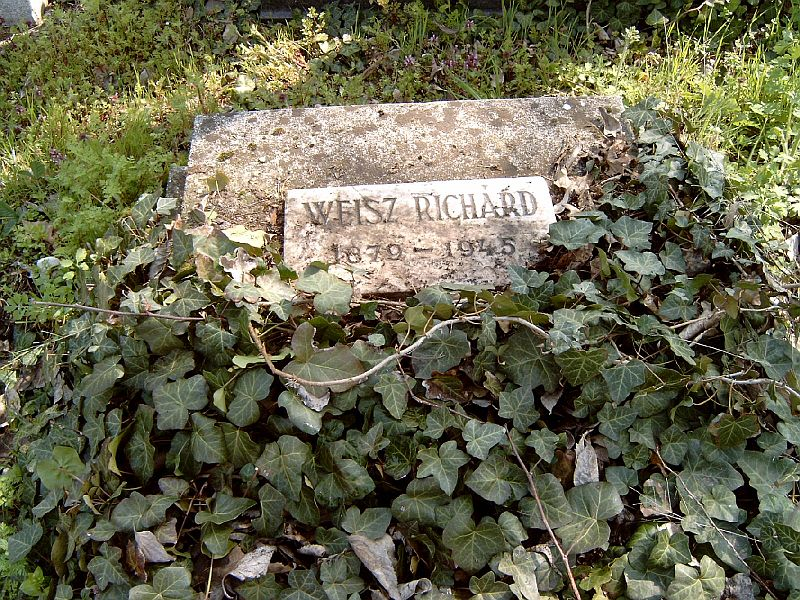
Weisz Richárd sírja Budapesten. Kozma utcai izraelita temető 3C-10-17.

- Sírja a budapesti Kozma utcai izraelita temetőben van.